# Mariusz Lewandowski
Mariusz Lewandowski [ˈmarʲuʃ lɛvanˈdɔfsci] (* 18. Mai 1979 in Legnica) ist ein ehemaliger polnischer Fußballspieler und heutiger -trainer. Als defensiver Mittelfeldspieler spielte er für die polnische Nationalmannschaft und gewann im Verein mit Schachtar Donezk unter anderem 2009 den UEFA-Cup sowie fünf Mal die ukrainische Meisterschaft. 2009 wurde er als Polens Fußballer des Jahres ausgezeichnet. Nach dem Ende seiner Spielerkarriere ist er als Trainer tätig und trainiert seit 2022 den polnischen Erstligisten Radomiak Radom.

## Spielerkarriere

### Verein

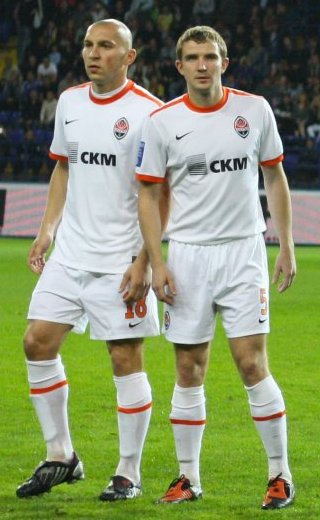
Mariusz Lewandowski und Oleksandr Kutscher, 2009

Mariusz Lewandowski begann mit neun Jahren, Fußball zu spielen. Er spielte für die Jugendmannschaft von Zagłębie Lubin, wo auch sein Vater der Jugend- und Mannschaftstrainer war. Trainer Mirosław Dragan berief ihn mit 18 Jahren in den Profikader von Zaglebie Lubin. Am 15. März 1997 debütierte er in der Ekstraklasa, als er in der 46. Minute für Paweł Piotrowski eingewechselt wurde. Das blieb das einzige Spiel für Lewandowski in der Saison 1996/97. Er spielte bis 2000 für Zaglebie Lubin. In dreieinhalb Jahren spielte er 36-mal für Zaglebie Lubin und blieb dabei ohne Torerfolg.
In der Winterpause 2000 wechselte Lewandowski zum Konkurrenten Dyskobolia Grodzisk und debütierte am 5. März 2000 gegen Pogoń Szczecin. Eine Woche später wurde er erstmals des Feldes verwiesen. In der nächsten Saison erzielte er sein erstes Tor in der Ekstraklasa; er traf am 11. November 2000 im Spiel gegen Śląsk Wrocław, das 1:1 endete. Im Laufe der Saison stand er immer in der Startformation und spielte jedes Spiel durch.
Im Sommer 2001 wechselte Lewandowski in die Ukraine zu Schachtar Donezk. Er war der erste polnische Spieler, der in der Ukrainischen Liga spielte. In Donezk bekam er die Rückennummer 18 und machte sein erstes Spiel am 20. Juli 2001. Am 12. Mai 2002 erzielte er im Spiel gegen Illitschiwez Mariupol sein erstes Tor. In der Saison 2001/02 wurde Lewandowski mit seinem Club erstmals ukrainischer Meister und auch Pokalsieger. Im Pokalfinale spielte Lewandowski volle 120 Minuten; Schachtar Donezk gewann gegen Dynamo Kiew mit 3:2. Im Herbst des Jahres 2002 debütierte er in der UEFA Champions League, jedoch nur als Reservist. In dieser Saison wurde er Vizemeister und Vizepokalsieger.
Am 30. Mai 2004 gewann Lewandowski das zweite Mal den ukrainischen Pokal und verlor mit Donezk zwei Monate später das Finale um den ukrainischen Supercup gegen Dynamo Kiew mit 5:6 n. E. In der Saison 2004/05 spielte er wieder mit Schachtar Donezk in der UEFA Champions League und wurde nach drei titellosen Jahren erneut ukrainischer Meister. Im Verlauf der Saison 2008/09 spielte er in der Startformation und wurde am Ende der Saison Vizemeister. Er gewann am 20. Mai 2009 den UEFA Cup gegen Werder Bremen (2:1) und spielte dabei die gesamten 120 Minuten durch.
Im Sommer 2010 unterschrieb Lewandowski einen Dreijahresvertrag beim Zweitligisten PFK Sewastopol. In der gleichen Saison stieg er mit seinem Team in die erste Liga auf und eine Saison später wieder ab. In der Saison 2012/13 wurde er mit seinem Club Meister der zweiten Liga und stieg erneut auf.
Dort spielte er drei Jahre, bestritt 81 Spiele und erzielte 14 Tore. Seit dem 27. November 2013 ist er vereinslos.

### Nationalmannschaft

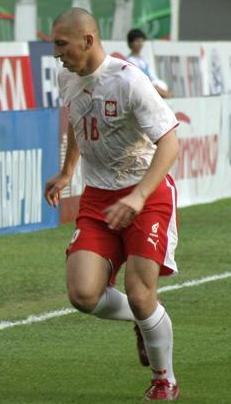
Mariusz Lewandowski im polnischen Trikot, 2006

Lewandowski spielte von 2000 bis 2001 für die polnische U21-Auswahl, für die er 18 Spiele bestritt und zwei Tore erzielte.
In der A-Nationalmannschaft debütierte er am 10. Februar 2002, als ihn Nationaltrainer Jerzy Engel im Freundschaftsspiel gegen die Färöer erstmals einsetzte. Für die anschließende Weltmeisterschaft 2002 wurde er jedoch nicht berücksichtigt. Erst nach der WM wurde er vom neuen Trainer Zbigniew Boniek wieder nominiert und bestritt vier Spiele in der Qualifikation zur Europameisterschaft 2004. Sein erstes Tor erzielte Lewandowski am 16. November 2005 gegen Estland, Polen gewann das Spiel 3:1.
Er nahm an den Qualifikationsspielen zur Weltmeisterschaft 2006 teil und wurde nach erfolgreicher Qualifikation in den polnischen Kader für das Turnier berufen. Lewandowski spielte im ersten Spiel der WM gegen Ecuador. Polen schied als Gruppendritter aus dem Turnier aus. Unter dem neuen Nationaltrainer Leo Beenhakker bestritt er mit der Nationalelf erfolgreich die Qualifikation zur Europameisterschaft 2008 und wurde für das Turnier in Österreich und in der Schweiz nominiert. Bei diesem schied die Mannschaft nach der Vorrunde als Gruppenletzter aus.
Seine zunächst letzten Länderspiele absolvierte Lewandowski im Oktober 2009 in der WM-Qualifikation, unter dem anschließend verpflichteten Nationaltrainer Franciszek Smuda wurde er nicht mehr in den Kader berufen. Erst nach einer vierjährigen Pause berief ihn Trainer Waldemar Fornalik für zwei WM-Qualifikationsspiele im Oktober 2013 wieder in den Nationalmannschaftskader. Nachdem er anschließend in beiden jeweils eingesetzt worden war, waren dies jedoch seine letzten beiden Länderspiele.

### Titel und Auszeichnungen

#### Erfolge im Verein
- UEFA-Cup-Sieger: 2009
- Ukrainischer Meister (5): 2002, 2005, 2006, 2008, 2010
- Ukrainischer Pokalsieger (3): 2002, 2004, 2008
- Ukrainischer Supercupsieger (2): 2005, 2008
- Uhrencup-Sieger: 2009
- Channel-One-Cup-Sieger: 2006, 2008
- Aufstieg in die Premjer-Liha (2): 2011, 2013

#### Erfolge in der Nationalmannschaft
- Teilnahme an der FIFA-Weltmeisterschaft 2006
- Teilnahme an der UEFA-Europameisterschaft 2008

#### Individuelle Auszeichnungen
- Polnischer Fußballer des Jahres: 2009
- Auszeichnung für den Mutigsten Spieler in Ukraine, 3 Klasse: 2009

## Trainerkarriere
Im November 2017 wurde Lewandowski neuer Cheftrainer seines Jugendvereins Zagłębie Lubin in der ersten polnischen Liga. In der restlichen Saison konnte er sich mit der Mannschaft für die Meisterrunde der Ekstraklasa qualifizieren und belegte dort am Ende den siebten Tabellenplatz. In der anschließenden Saison wurde er nach dem 13. Spieltag im Oktober 2018 freigestellt, zu dem Zeitpunkt belegte die Mannschaft den neunten Tabellenplatz.
Im Januar 2020 verpflichtete ihn er Zweitligist Bruk-Bet Termalica Nieciecza als neuen Trainer. Nach dem sechsten Tabellenplatz am Ende seiner ersten Saison dort erreichte er mit der Mannschaft in der anschließenden Spielzeit 2020/21 als Tabellen-Zweiter den Aufstieg in die Ekstraklasa. Als die Mannschaft in der folgenden Saison 2021/22 dort jedoch nach 18 Spieltagen auf dem letzten Tabellenplatz stand, stellte ihn der Verein im Dezember 2021 frei.
Anschließend wurde er im April 2022 Trainer des Ligakonkurrenten Radomiak Radom.

## Privates
Lewandowski heiratete im Jahre 2002 und hat mit seiner Frau zwei Söhne (geboren 2005 und 2008).
Lewandowski schloss eine Lehre als Kfz-Mechaniker ab und brach eine anschließende Schullaufbahn im Wirtschaftsbereich wegen seiner Fußballkarriere ab. Er spricht fließend Polnisch, Ukrainisch und Russisch.